# Sbor Božích bojovníků Církve československé husitské
Sbor Božích bojovníků Církve československé husitské je konstruktivistický kostel Církve československé husitské v Táboře.

## Historie
První úvahy o zbudování sboru Církve československé v Táboře se objevily už v roce 1920 a z roku 1928 pochází první návrh sboru. V roce 1932 se církvi podařilo zakoupit stavební pozemek, ten ale představoval pro projektanty výzvu, neboť se jednalo o velmi úzkou a svažitou proluku. Architektonický návrh zpracovali bez nároku na honorář pražští architekti Václav Vejrych a Jaroslav Kabeš, kteří v roce 1935 dodali dva návrhy. Výsledný návrh, který vzniknul v roce 1937, byl vytvořen po zapracování připomínek diecéze a dalšího architekta Ladislava Čapka a je kombinací obou dřívějších variant. Projekt byl schválen v únoru 1938 a stavět se začalo 11. července téhož roku. Stavba pak byla dokončena 6. července 1939, kdy byl sbor také vysvěcen. V roce 1943 byla na betonovou podlahu na kůru doinstalována podlaha dřevěná. V roce 1946 byly do interiéru instalovány varhaníkem Vladimírem Skopkem jednomauálové varhany a ventilátor k jejich měchu byl doplněn až v roce 1947. V březnu 1947 bylo také do kněžiště instalováno sousoší Božích bojovníků, jehož autorem je táborský sochař Jan Vítězslav Dušek. Horkovzdušné vytápění bylo v kostele instalováno v roce 1950.
Stavba byla opravována v letech 2000–2003 a poté v roce 2010, kdy byla budova vymalována a byly rekonstruovány varhany. V roce 2002 byly ke stávajícím pracím J. V. Duška, které zdobily interiér kostela (jednalo se kromě sousoší Božích bojovníků například o betlém nebo bustu dr. Karla Farského) převezena další díla: Žižka s entusiastou, Táborita, Táborita na stráži a busty Jana Žižky, mistra Jana Husa a Jana Amose Komenského. V roce 2019 začaly v kostele další rekonstrukční práce, ty ale byly přerušeny. V roce 2020 pak byl objekt prohlášen kulturní památkou.

## Architektura a interiér
Největší částí areálu tvoří samotná budova sboru. Při pohledu z ulice Budějovická zaujme kvádrová hmota kolumbária, prolomená sedmi vysokými okny z luxfer a doplněná pilíři vybíhajícími mimo hlavní hmotu – ty tak evokují vnější opěrný systém gotických katedrál. Ke kolumbáriu je na jihozápadní straně připojena 34 metrů vysoká hranolová věž, završená menším hranolem zvonového patra a zakončená 2,5 metru vysokým bronzovým kalichem. K věži je připojeno schodiště, které propojuje jednotlivé části areálu. Z ulice Farského vede vstup do objektu předsálí a na něj navazuje další kvádrová hmota, obsahující bohoslužebnou síň. Její fasáda je hladká, se sdruženými okny z luxfer.
Další části areálu je fara. Ta má podobu pětipatrového městského činžovního domu. Směrem k Budějovické ulici jsou třítabulková okna směrována na terasu nad kolumbáriem. Fasáda do Farského ulice má rytmus oken bohatší, okenní osa nad vstupem je vůči ostatním výškově posunuta a v některých oknech jsou zachovány původní výplně. Součástí architektonicko-urbanistického řešení je také schodiště při západní straně sboru, které propojuje Farského a Budějovickou ulici. To pochází z původního architektonického návrhu Václava Vejrycha a Jaroslava Kabeše. Jedná se o betonové stupně doplněné kovovým trubkovým zábradlím.
Součástí památkové ochrany je rovněž sousoší Loučení (též známé pod názvem Modli se a pracuj) od J. V. Duška, umístěné v kolumbáriu – jedná se o dvě postavy v podživotní velikosti, matku a chlapce s biblí a kladivem v rukou – dále čtecí pulpit s reliéfy husitského muže a ženy a také osmiboká dřevokovová křtitelnice.

## SousošíBožích bojovníků
Obětiště v bohoslužební síni bylo původně koncipováno jako hladký výklenek, pouze s malbou kalichu s křížem na zadní stěně. 23. března 1947 zde pak bylo slavnostně odhaleno sousoší Jana Vítězslava Duška Boží bojovníci. Ústřední figurou je postava Krista, která se jakoby vznáší ve vzduchu a žehná. Po levé straně je zpodobněn Jan Hus s delšími vlasy a vousy, který v ruce svírá Bibli a je pootočen ke Kristu. Vedle něj pak stojí Jan Žižka s páskou přes pravé oko a pravou rukou na jílci meče zavěšeného u boku. Po pravé straně Krista je zobrazen Jan Amos Komenský s typickou čapkou na hlavě. Vedle něj pak stojí postava Petra Chelčického s knihou Sieť viery pravé v ruce.
| „                    | Ústřední postava reliéfu, Ježíš, otevírá svou vlídnou náruč... Jan Žižka naslouchá s hlavou skloněnou. Pravá ruka na rukojeti meče znázorňuje zasunutí, aby byla zdůrazněna chvíle míru... Jan Hus svírá pevněji Písmo svaté, posilován ve své věrnosti... J. A. Komenský je pokorným poutníkem... V pohybech rukou je výzva k následování cesty ke vzdělání... Petr Chelčický, výrazem tváře selský myslitel, zahloubaný, ale neústupný... | “ |
| — sochař J. V. Dušek | |   |

## Aktivity
V objektu se konají pravidelné bohoslužby každou neděli. V září 2020 se v kostele uskutečnil první ročník Festivalu pěveckých sborů. Díky dobré akustice se v kostele často pořádají i další duchovní koncerty či přednášky.